# Ethojulus robustior
Ethojulus robustior är en mångfotingart som först beskrevs av Chamberlin 1918.  Ethojulus robustior ingår i släktet Ethojulus och familjen Parajulidae. Inga underarter finns listade i Catalogue of Life.